# Grzegorz Moryciński
Grzegorz Moryciński (* 7. November 1936 in Augustów; † 15. März 2015) war ein zeitgenössischer und mehrfach ausgezeichneter polnischer Maler. Seine Werke wurden von verschiedenen polnischen Museen angekauft.

## Leben
Von 1941 bis 1946 lebte Moryciński in Sibirien, wohin seine Eltern verbannt worden waren. Ab 1951 besuchte er das staatliche Gymnasium der Künste (Liceum Sztuk Plastycznych) in Stettin. Von 1956 bis 1961 studierte er bei den Professoren Stanisław Szczepański und Artur Nacht-Samborski Malerei an der Akademie der Bildenden Künste Warschau. Das Diplom erhielt er mit Auszeichnung des Rektors.
Nach Abschluss des Studiums arbeitete er als Grafiker bei P.P. „Moda Polska“. Es folgten kurze Auslandsaufenthalte: 1964 in Paris, 1969 drei Monate in Italien im Rahmen eines Stipendiums des italienischen Staates, 1972 und 1974 in London, 1976 in Schweden. Im Jahr 1977 erhielt Moryciński ein einjähriges Stipendium der Stiftung zur Förderung der Kunst (Fundusz Rozwoju Twórczości Plastycznej). 1987 folgte ein viermonatiger Aufenthalt in Australien und 1992 ein dreiwöchiger Besuch in Stadtlengsfeld im Rahmen eines internationalen Künstlerworkshops. 1993 erhielt er ein Jahresstipendium der amerikanischen Pollock-Krasner-Stiftung.
In den Jahren 1974 bis 1980 übernahm er verschiedene Funktionen im Verband der Polnischen Bildenden Künstler ZPAP, unter anderem stand er zwei Amtszeiten der Interessensvertretung der Maler vor. Während der Zeit des Kriegsrechts in Polen schloss er sich der Bewegung der unabhängigen Kultur (Ruch Kultury Niezależnej) an und produzierte Flugblätter für die damals illegale Gewerkschaft NSZZ „Solidarność“.

## Werk
„W moim głębokim przeświadczeniu malarski obraz kreuje świat. Tożsamy z tym obiektywnym, potocznym, wszystkim dobrze znanym. To, co jest sztuką, musi być próbą dotarcia do ukrytego sensu rzeczywistości. Bowiem natura jest niewyczerpana i oddanie się jej czarowi wcale nie osłabia inwencji i artystycznej wizji. Wręcz przeciwnie, pozwala powiedzieć coś istotnego o świecie. Między uważnym patrzeniem, a wyobraźnią, rozpięte jest wszystko, co najważniejsze.“

„Ich bin zutiefst davon überzeugt, dass die malerische Abbildung eine Welt schafft, die identisch mit dem objektiven, alltäglichen und allgemein bekannten Weltbild ist. Was Kunst ist, muss ein Versuch sein, zum verborgenen Sinn der Realität vorzudringen. Die Natur ist unerschöpflich, die Ergebenheit ihres Zauberwesens soll keineswegs das Schöpfungsvermögen und künstlerische Wesen schwächen. Im Gegenteil, es erlaubt mehr Wesentliches über die Welt zu erzählen. Zwischen dem aufmerksamen Betrachten und dem Vorstellungsvermögen breitet sich das Wichtigste aus.“

## Auszeichnungen
Im Jahr 1968 erhielt Moryciński den Preis der Warschauer Stadtverwaltung im Wettbewerb Malerei der Jungen (Malarstwo Młodych). Zweimal erfolgte eine Prämierung beim Jan Spychalski-Wettbewerb in Posen – 1973 und 1977. 1979 erhielt er einen Preis bei der Ausstellung „Herbst in Bielsko“ („Bielska Jesień“). Für sein Engagement um das Kulturwesen wurde ihm 1986 die Ehrennadel des ZPAP verliehen. 1988 erhielt er den Jahrespreis des Komitees für unabhängige Kultur der NSZZ „Solidarność“. Im Jahr 2007 wurde ihm der Spezialpreis des Ministeriums für Kultur und Nationales Erbe erteilt. Moryciński wurde außerdem für sein „Lebenswerk“ in der Kategorie „Darstellende Künste“ ein Preis von der Selbstverwaltung der Woiwodschaft Masowien verliehen. Schließlich wurde er mit dem Ehrentitel des „Spenders der Nationalbibliothek“ und mit einer Ehrentafel in der Galerie der Spender der polnischen Nationalbibliothek ausgezeichnet.

## Ausstellungen
Moryciński wurde in rund 40 Einzelausstellungen in Polen präsentiert, beginnend 1962 im Warschauer Salon der Debütanten (Salon Debiutów). 1966 wurden seine Werke im Schloss der Herzöge von Pommern (Zamek Książąt Pomorskich) in Stettin, 1974 im Regionalmuseum (Muzeum Okręgowe) in Grudziądz, 1990 im Museum der Erzdiözese (Muzeum Archidiecezji) in Warschau und im Jahr 2000 im Archäologischen Museum (Muzeum Archeologiczne) in Posen gezeigt. Im Jahr 1969 stellte er erstmals im Ausland aus – in der Bibliothek der Gesellschaft der italienischen-polnischen Freundschaft (Biblioteka Towarzystwa Przyjaźni Włosko-Polskiej) in Rom, Es folgten weitere Auslandsausstellungen im Institut der polnischen Kultur (Instytut Kultury Polskiej) in Budapest im Jahr 1971 sowie im Londoner Institut der polnischen Kultur (Instytut Kultury Polskiej) im Jahr 1974. Weitere Einzelausstellungen fanden in Galerien in Europa und Australien statt.

## Sammlungen
Werke von Moryciński wurden von den Nationalmuseen in Warschau, Krakau und Stettin sowie dem Museum der Erzdiözese Warschau (Muzeum Archidiecezjalne w Warszawie), dem Museum von Ermland und Masuren in Olsztyn (Muzeum Warmii i Mazur w Olsztynie), dem Museum der zeitgenössischen Kunst in Radom (Muzeum Sztuki Współczesnej w Radomiu) und dem Regionalmuseum in Koszalin (Muzeum Okręgowe w Koszalinie) angekauft. Auch die Stadtverwaltung Warschaus sowie das Centralne Biuro Wystaw Artystycznych (heute die Nationale Kunstgalerie Zachęta) erwarben Gemälde von Moryciński.

## Sonstiges
Am 22. November 2010 wurde auf TVP Kultura ein 40-minütiger Beitrag von 1993 zu ihm ausgestrahlt. Moryciński wurde häufig als Mitglied von Jurys berufen, so war er 2006 Juror beim Festival der zeitgenössischen polnischen Malerei (Festiwal Polskiego Malarstwa Współczesnego) und im Jahr 2008 in der Jury zur Wahl der Künstler im Wettbewerb „Sport i Olimpizm“ des Polnischen Olympischen Komitees. Im Jahr 2009 wurde er im „Kompass Sztuki“ auf Platz 49 gelistet.